# Rwanda Stock Exchange Share Index
Der Rwanda Stock Exchange Share Index ist ein Aktienindex aus Ruanda. Er listet alle Unternehmen der Rwanda Stock Exchange und gibt so einen Einblick in die Wirtschaftsleistung des Landes.

## Zusammensetzung
| 1  | BK GROUP PLC                |
| 2  | RH Bophelo Ltd              |
| 3  | CIMERWA PLC                 |
| 4  | I&M Bank Rwanda             |
| 5  | Equity Bank Group Ltd       |
| 6  | Kenya Commercial Bank (KCB) |
| 7  | National Media Group        |
| 8  | Uchumi Super Market Ltd     |
| 9  | Bralirwa                    |
| 10 | MTN Rwandacell              |